# Patrick Cruz
Patrick dos Santos Cruz (* 1. April 1993 in Minas Gerais), auch Patrick Cruz genannt, ist ein brasilianischer Fußballspieler.

## Karriere

### Verein
Seinen ersten Vertrag unterschrieb Patrick Cruz 2014 beim brasilianischen Club São Paulo FC in São Paulo, wo er für die 2. Mannschaft spielte. 2015 wechselte er zu Corinthians São Paulo, wo er jedoch nicht zum Einsatz kam. Im gleichen Jahr wechselt er nach Indonesien und unterschrieb einen Vertrag bei Mitra Kukar FC, einem Verein, der in der höchsten Spielklasse des Landes, der Liga 1, spielte. Nach 27 Spielen und 19 Toren ging er 2016 nach Malaysia, wo er sich dem Terengganu FA anschloss. Der Verein aus Kuala Terengganu spielte in der 2. Liga, der Malaysia Premier League. Nach einem Jahr in Malaysia zog er 2017 weiter nach Vietnam. Hier spielte er ein Jahr für Hồ Chí Minh City FC, einem Verein, der in der ersten Liga des Landes, der V.League 1 spielte und in Ho-Chi-Minh-Stadt ansässig ist. 2018 ging er wieder nach Malaysia und spielte in Kuantan für Pahang FA. Ende 2018 verließ er Malaysia und ging nach Thailand. Hier spielte er die Hinserie für den in der Thai League spielenden Chonburi FC. Nach nur 6 Monaten verließ er Thailand und ging nach Russland, wo er sich dem FK SKA-Chabarowsk anschloss. Der Verein spielte in der 2. Liga, der Perwenstwo FNL und ist in Chabarowsk, nahe der Grenze zu China, beheimatet. Für Chabarowsk bestritt er sechs Ligaspiele. Wo er von Januar 2020 bis Juli 2022 gespielt hat, ist unbekannt. Am 1. August 2022 unterschrieb er in Malta einen Vertrag beim Għajnsielem FC in Għajnsielem. Hier stand er bis Ende Juli 2023 unter Vertrag. Im August 2023 ging er wieder nach Thailand, wo er in Phrae einen Vertrag beim Zweitligisten Phrae United FC unterschrieb. Für den Zweitligisten aus Phrae bestritt er 31 Ligaspiele. Hierbei erzielte er zehn Tore. Nach einer Spielzeit wechselte er im Juli 2024 zum ebenfalls in der zweiten Liga spielenden Pattaya United FC. Nach 14 Ligaspielen wechselte er im Dezember 2024 zum ebenfalls in der ersten Liga spielenden Lampang FC.

### Nationalmannschaft
Von 2012 bis 2014 lief Cruz 16 Mal für die brasilianische U-20-Nationalmannschaft auf und schoss dabei vier Tore. Zweimal stand er 2014 für die brasilianische U-23 auf dem Spielfeld.

## Erfolge
Pahang FA
- Malaysia FA Cup: 2018